# 丹尼爾·杜蘭特
丹尼爾·杜蘭特（英語：Daniel Durant，1989年12月24日—）是美国国旗的一位舞台和電影演員。他最著名的作品包括2015年百老匯音樂劇《春之甦醒》，以及在電視劇《錯位青春》中飾演Matthew角色。